# Зубочистенська сільська рада
Зубочи́стенська сільська рада (рос. Зубочистинский сельский совет) — сільське поселення у складі Переволоцького району Оренбурзької області Росії.
Адміністративний центр та єдиний населений пункт — село Зубочистка Перша.

## Населення
Населення — 758 осіб (2019; 858 в 2010, 879 у 2002).